# Jackson County (Florida)
Jackson County is een county in de Amerikaanse staat Florida.
De county heeft een landoppervlakte van 2.371 km² en telt 46.755 inwoners (volkstelling 2000). De hoofdplaats is Marianna.

## Bevolkingsontwikkeling

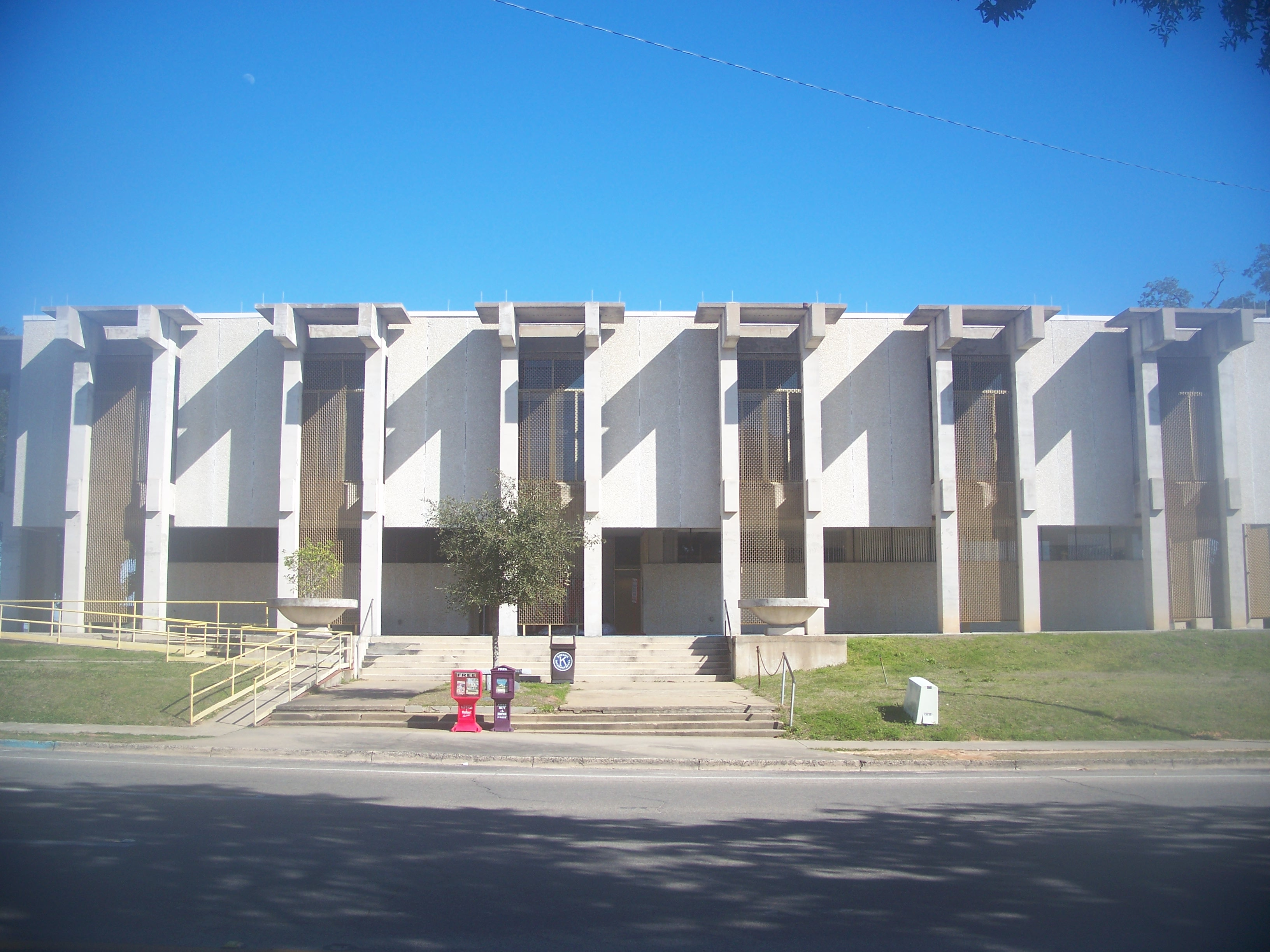
Jackson County Courthouse